# Bará Berê
Bará Berê é o álbum de estreia do cantor e compositor brasileiro Alex Ferrari, lançado em 18 de dezembro de 2012 pela  Ultra Records, e gerou dois singles "Bara Bará Bere Berê" e  "Guere Guerê".

## Faixas
1. "Bara Bará Bere Berê" (Original Mix) (3:41)
2. "Guere Guerê (2:59)
3. "Te Pego e Pá" (3:08)
4. "E o Bicho" (3:04)
5. "Sanfona Mix" (3:18)
6. "Eta Eta" (2:47)
7. "Caldeirão" (3:18)
8. "Dança do Dj" (3:24)
9. "Mexe No Ap (3:08)
10. "Ulelê Ulalá" (2:44)
11. "Bota pra Mexer" (3:15)
12. "Te Querer" (3:05)

## Parada musical
| Parada (2012) | Posição |
| ------------- | ------- |
| SNEP          | 191     |